# ケイティ・キム
Katie Kim（케이티김/ケイティ・キム、KATIE、1993年12月10日 - ）は、韓国の歌手。西暦2014年オーディションプログラムである、韓国SBS-TV《KPOPスター シーズン4》というオーディション番組に出演し、優勝した。現在、所属されている事務所は「AXIS」である。

## 略歴
アメリカのバークレー音楽大学に在学中、世界的オーディション番組《KPOPスター》に応募。2014年 - 2015年にかけて放送された《KPOPスター シーズン4》の優勝者となり、YGエンターテインメントへ所属。
同事務所からデビューするかと思われたが、デビュー準備を担当していた取締役「SINXITY(シン・シティ)」が2018年、関連事務所「AXIS」を創立して独立。それに伴い自身もAXISへ移籍し、活動名を「KATIE」へ変更。
2018年6月6日、配信シングル「Remember」でデビュー。MVはYGエンターテインメントが製作。
2019年、2ヶ月連続でカバーシングルをリリース。
2020年、米ソニー・ミュージックとグローバルレコード契約を締結し、配信シングル「ECHO」をリリース。ただし本人は当時、新型コロナウイルス感染拡大により故郷のアメリカ･ニュージャージーで自宅待機となり、活動の場が限られる状況下でのリリースとなった。

## 受賞歴・記録
| 年度 | 受賞来歴                                     |
| ---- | -------------------------------------------- |
| 2015 | 4月12日 韓国 SBS《KPOPスター シーズン4》優勝 |

## テレビ番組

### TV
- SBS 《K-pop Star 4》 (2014年11月23日 ~ 2015年4月12日)
- SBS 《NIGHTLINE NEWS》 (2015年4月14日)
- SBS 《K-pop Star 4》[特别] K-pop Star 4 (2015年4月19日)
- SBS 《人気の曲》 (2015年5月10日)
- SBS 《K-pop Star 5》[特别] K-pop Star 5 D-day (2015年11月22日)

### その他
- 2015 韓国野球(KBO League), KTソーサラー Vs. ネクセン・ヒーローズ 市区 (2015年4月26日)

## ディスコグラフィー
Katie Kim名義
- 2015.04.15: サランエ・パジゴ・シプダ 「恋に落ちたい」(TOP2)
- 2015.04.12: ノ・プニヤ「君だけだよ」(TOP2)
- 2015.04.05: Rehab (TOP3)
- 2015.04.01: ハルハル「一日一日」(TOP4)
- 2015.03.22: チョッブル・ハナ「蝋燭一つ」(TOP6)
- 2015.03.15: インディアン・インヒョンチョロム「インディアン人形のように」(TOP8)
- 2015.03.01: ニガ・イッオヤ・ハル・ゴッ「君がいるべき場所」(TOP10)

KATIE名義
- 2018.6.6　配信シングル「Remember」
- 2019.4.17　配信シングル「Remember」  新録（タイ・ダラー・サインとのコラボ）
- 2019.5.22　1st EP「Log」　タイトル曲「Thinkin Bout You」
- 2019.11.22　配信シングル「Talk」　R&Bアーティストカリードの同名曲をカバー
- 2019.12.13　配信シングル「Señorita」　ショーン・メンデス＆カミラ・カベロのコラボ曲をカバー
- 2020.4.24　配信シングル「Echo」
- 2022.12.18　配信シングル「Christmas Last Awhile (feat. paulkyte)」

## KPOPスター シーズン4での競演映像
| 放送日     | 公演内容                                           | 競演                                                |
| ---------- | -------------------------------------------------- | --------------------------------------------------- |
| 未放送     | Never Gonna Let You Go (Faith Evans)               | 本選 1ラウンド オーディション                       |
| 2014.12.14 | Killing Me Softly With His Song (Lori Lieberman)   | 本選 2ラウンド ランキング・オーディション           |
| 2015.01.04 | Beat It (Michael Jackson)                          | 本選 3ラウンド チームミッション・サバイバル・マッチ |
| 2015.01.25 | 忘れたのかい (T-ユンミレ)                          | 本選 4ラウンド キャスティング・オーディション       |
| 2015.02.22 | ヤンワデギョ (ザイオン-ティ)                       | 本選 5ラウンド バトル・オーディション               |
| 2015.02.22 | Because Of You (Kelly Clarkson)                    | 本選 5ラウンド バトル・オーディション (2位再競合)   |
| 2015.03.01 | 君がいるべき場所 (god)                             | 本選 6ラウンド ステージ・オーディション (TOP 10)    |
| 2015.03.15 | インディアン人形のように (ナミ)                    | 本選 7ラウンド 生放送 (TOP 8)                       |
| 2015.03.22 | 蝋燭一つ (god)                                     | 本選 8ラウンド 生放送 (TOP 6)                       |
| 2015.03.29 | 一日一日 (タシャニ)                                | 本選 9ラウンド 生放送 (TOP 4)                       |
| 2015.03.29 | All About That Bass (Meghan Trainor) (with Lily M) | 本選 9ラウンド 生放送 (TOP 4 スペシャルステージ)    |
| 2015.04.05 | Rehab (Amy Winehouse)                              | 本選 10ラウンド 生放送 (TOP 3)                      |
| 2015.04.05 | Mama do (Pixie Lott) (with イ・ハイ)               | 本選 10ラウンド 生放送 (TOP 3 スペシャルステージ)   |
| 2015.04.12 | 恋に落ちたい (キム・ジョハン)                      | 本選 11ラウンド 生放送 (決勝戦 ミッション曲)        |
| 2015.04.12 | 君だけだよ (パク・ジンヨン)                        | 本選 11ラウンド 生放送 (決勝戦 自由曲)              |

## YouTube映像
- Tell Me One More Time - JINUSEAN(ジヌション) (20150510 SBS人気歌謡 Featuring)
- Only Wanna Give It To You (Cover)
- Like A Dream (Cover)
- Get Lucky (Cover)
- Afro Blue (Cover)
- I'm In Love (Cover)
- Fly Me To The Moon (Live)
- Beautiful Surprise (Live)
- Never Gonna Let You Go (Fan Meeting Live)